# 斯蒂爾克里克鎮區 (內布拉斯加州霍爾特縣)
斯蒂爾克里克鎮區（英語：Steel Creek Township）是位於美國內布拉斯加州霍爾特縣的一個行政鎮區。

## 地方資料
斯蒂爾克里克鎮區的面積為170.35平方千米，當中陸地面積為169.27平方千米，而水域面積為1.08平方千米。根據2020年美國人口普查的數據，當地共有人口29人，而人口密度為每平方千米0.17人。